# Хариберт II
Хариберт II (на немски: Charibert II; на френски: Caribert II; * 614; † 8 април 632) от династията Меровинги е през 629 – 632 г. под-крал на франките в Аквитания (Тулуза).

## Живот
Той е син на Хлотар II и Сихилда Арденска. След смъртта на баща му крал на цялото кралство става по-големият му брат Дагоберт I (623 – 634). Хариберт получава частичнотто кралство в Аквитания със столица Тулуза. Оттук той се бие в Гаскон успешно против баските.
Той е женен за Гизела Гасконска, дъщеря на Аманд, крал на Гасконите, и има с нея син Хилперих.
След смъртта на Хариберт подкралството веднага е ликвидирано, понеже неговият малолетен син Хилперих умира малко след него.
Хариберт II умира в Бле, вероятно убит по нареждане на Дагоберт I, и е погребан в базиликата Saint-Romain в Бле на Жиронда.